# Léon Guillot
Pour les articles homonymes, voir Guillot.
Léon Guillot, né le 23 janvier 1862 à Saint-Maurice-sur-Aveyron (Loiret) et mort le 28 octobre 1913 à Paris, est un chirurgien-dentiste et mutualiste français.

## Biographie
Né le 23 janvier 1862 au hameau de Fontainejean, Vincent-Léon Guillot est le fils de Thérèse-Catherine Fouquereau, journalière, et d'Antoine Guillot, maçon.
Élève du docteur Borgès à Paris, Léon Guillot ouvre son propre cabinet d'odontologie au no 62 du boulevard de Strasbourg. Il déménage vers 1885 au no 32 de la rue Étienne-Marcel et ouvre une succursale à Montargis.
Membre du bureau de bienfaisance du 2e arrondissement, où il dispense des soins gratuits aux indigents, Léon Guillot se signale par ses préoccupations sociales. Le 17 mai 1891, il fonde ainsi une caisse de retraite autonome constituée sous la forme d'une société de secours mutuel. Baptisée « La Boule de Neige », elle est approuvée par le ministère de l'Intérieur le 5 octobre suivant. Créée avec seulement six adhérents, elle en compte plus de 70 000 vingt ans plus tard. En 1911, elle est agréée en tant que caisse d'assurances des retraites ouvrières et paysannes.
En 1900, Guillot fonde le mensuel La France mutualiste. Ce titre sera plus tard le nom de La France mutualiste, qui succède à « La Boule de Neige » en 1925, après la loi du 14 avril 1924 portant réforme du régime des pensions civiles et des pensions militaires.
Également fondateur d'une société d'assurances au décès (« Le Soutien des Familles »), Guillot publie en 1904 Tu seras mutualiste (Meulan, Réty, 133 p.), ouvrage récompensé en 1906 par l'Académie des sciences morales et politiques. Il a également été vice-président de la Fédération des sociétés de retraites de France.
Officier d'académie en 1897, décoré de la médaille d'or de la mutualité et de la médaille d'honneur des épidémies en 1901, il est nommé chevalier de la Légion d'honneur en 1912.
Mort à son domicile de la rue Étienne-Marcel le 28 octobre 1913, il est inhumé à Andeville après une cérémonie religieuse célébrée le 31 octobre à Saint-Eustache.
Le square Léon-Guillot, créé par La France mutualiste en 1933, porte son nom et abrite son buste.

## Distinctions
- Officier d'académie (1897)
- Médaille d'honneur des épidémies
- Médaille d'or de la mutualité
- Chevalier de la Légion d'honneur (1912)